# Sumilao (Bukidnon)
Sumilao ist eine Großraumgemeinde in der Provinz Bukidnon auf der Insel Mindanao in den Philippinen. Sie hat 27.660 Einwohner (Zensus 1. August 2015), die in 10 Barangays leben. Sie gehört zur vierten Einkommensklasse der Gemeinden auf den Philippinen und wird als partiell urbanisiert beschrieben. 
Sie liegt ca. 30 km nordwestlich der Provinzkapitale Malaybalay City, die Fahrzeit mit dem Bus beträgt ca. 45 Minuten, und 65 km südlich der regionalen Hauptstadt Cagayan de Oro, die Fahrzeit mit dem Bus beträgt ca. eineinhalb Stunden. Ihre Nachbargemeinden sind Manolo Fortich im Norden und Westen, Impasug-ong im Osten, und Baungon im Südwesten und Malaybalay City im Südosten. Die Topographie der Gemeinde wird im als gebirgig mit großen canyonartigen Tälern des Tagoloan und im nördlichen Teil mit großen Hochplateaus beschrieben. Im Süden der Gemeinde erhebt sich das Gebirge des Bergs Kitanglad und im Südosten der 2.093 Meter hohe Tago-Gebirgszug.
Der Mount Kitanglad Range Natural Park liegt im Südwesten der Gemeinde. Die ca. 1.859 Meter lange Sumalsag Höhle mit ihren großen Stalaktiten kann nur über den Brgy. Dalirig, Manolo Fortich, erreicht werden, liegt aber auf dem Gebiet des Sitio Kilabong, Barangay Vista Villa. Die Basag Höhle liegt auf dem Gebiet des Sitio Basag, Barangay Kilabong und kann über diesen erreicht werden, die Höhle hat außer Stalaktiten und Stalakniten auch mehrere Wasserfälle innerhalb der Grotte. Die Paiyak Höhle ist schätzungsweise über 1 Million Jahre alt und liegt am Südhang des Palao-pao Höhenzugs. Die Lagundang Höhle liegt im Sitio Lagundang, Barangay Kilabong, sie hat einen weiten Eingang und mehrere Wasserfälle füllen kleinere Seen, in denen Krabben und Fische leben und innerhalb der Höhle liegen. Die Alalum Wasserfälle haben eine Höhe von ca. 42 Metern und liegen in einer unberührten Natur.

## Weblinks

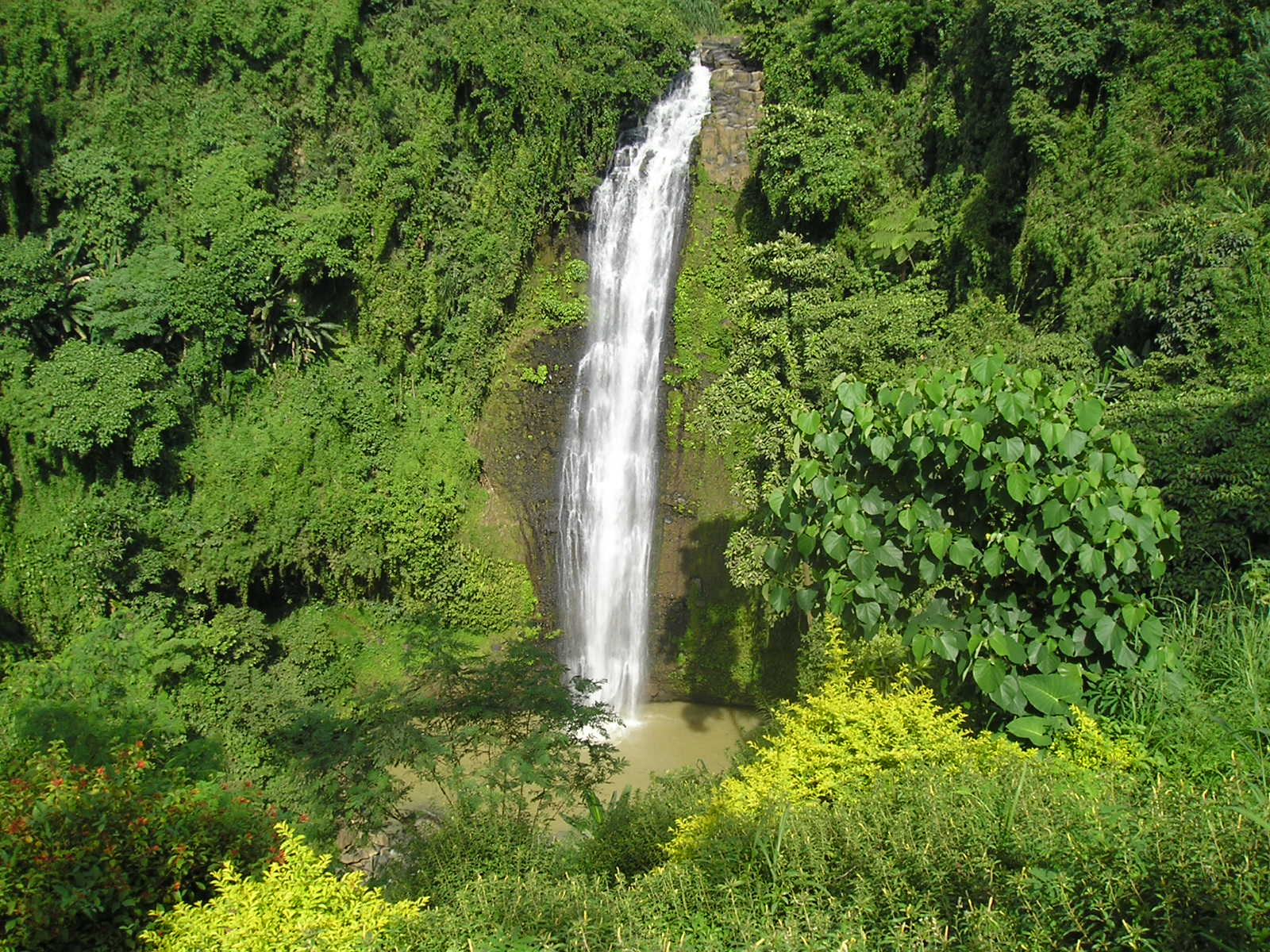
Die Alalum-Wasserfälle

## Barangays
| - Kisolon - Culasi - Licoan - Lupiagan - Occasion | - Puntian - San Roque - San Vicente - Poblacion - Vista Villa |